# Mark Strong
Mark Strong, nato Marco Giuseppe Salussolia (Londra, 5 agosto 1963), è un attore britannico.

## Biografia
Mark Strong nasce nel 1963 a Londra da Marco Giuseppe Salussolia, padre italiano ,e Waltraud D Schrempf, madre austriaca. Mark Strong non è un nome d'arte, il vero nome dell'attore fu cambiato dalla madre per aiutarlo ad integrarsi con i coetanei. Studia presso il Wymondham College, dove si diploma con ottimi voti. Al college di Wymondham era il cantante nonché leader di un gruppo punk rock chiamato "The Electric Hoax and Private Party". L'originale ambizione di Mark era di diventare avvocato, ma dopo aver studiato all'Università di Monaco e di ritorno a Londra decise di intraprendere la carriera nel cinema. Come ha riferito in alcune interviste, Strong parla un po' d'italiano ed è fluente in tedesco, ed infatti ha doppiato Daniel Craig nel film di produzione franco-tedesca Obsession (1997), parlando in "tedesco con accento inglese", come richiesto dalla produzione.
Nel 2009 interpreta Lord Henry Blackwood nel film Sherlock Holmes, diretto da Guy Ritchie. Nel 2010 ottiene il ruolo del signore del crimine Frank D'Amico, nel film Kick-Ass, diretto da Matthew Vaughn. Nello stesso anno interpreta il sanguinario Sir Godfrey nel film Robin Hood diretto da Ridley Scott. Nel 2011 ha interpretato l'ex Lanterna Verde Sinestro nel film Lanterna Verde, diretto da Martin Campbell. Nel 2013 ha partecipato ai film Mindscape e Welcome to the Punch - Nemici di sangue. Strong ha ottenuto il ruolo del villain Dottor Sivana nel film DC Comics dedicato al personaggio di Shazam, distribuito nel 2019. Nel 2024 interpreta il famigerato boss mafioso Carmine Falcone nella miniserie televisiva spin-off The Penguin, prendendo il posto di John Turturro (che nel film The Batman del 2022 ha interpretato il signore del crimine).

## Vita privata
L'attore è sposato con la produttrice cinematografica Liza Marshall, da cui ha avuto due figli (Roman e Gabriel) e con cui risiede a Londra. Strong è alto 1,88 m.

## Filmografia

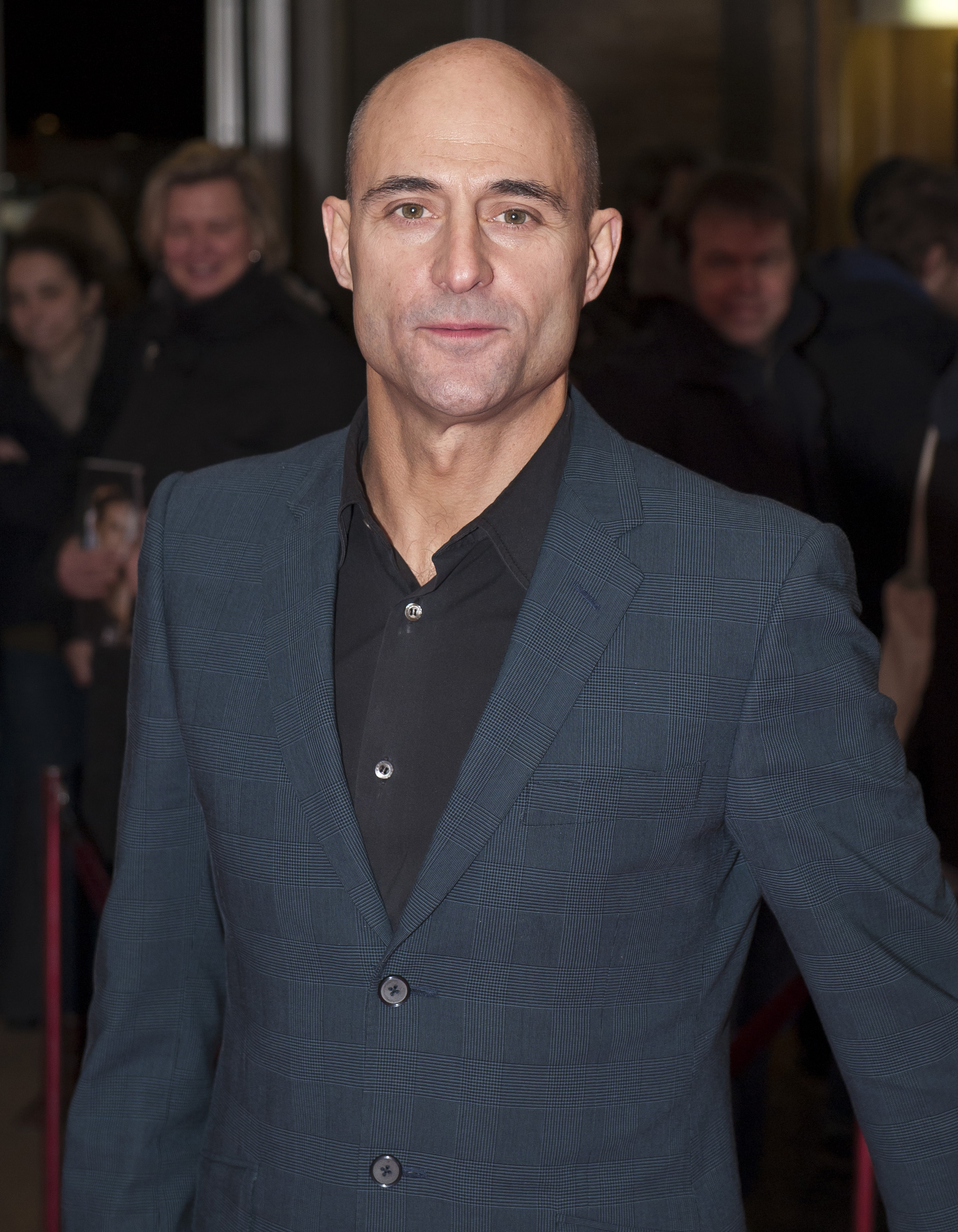
Mark Strong al Festival di Berlino 2011

### Attore

#### Cinema
- Century, regia di Stephen Poliakoff (1993)
- Captives - Prigionieri (Captives), regia di Angela Pope (1994)
- Febbre a 90° (Fever Pitch), regia di David Evans (1997)
- Due volte ieri (The Man with Rain in His Shoes), regia di Maria Ripoll (1998)
- Un caimano nel soggiorno (Elephant Juice), regia di Sam Miller (1998)
- Sunshine (A napfény íze), regia di István Szabó (1999)
- Fight for Freedom, regia di David L. Cunningham (2001)
- Hotel, regia di Mike Figgis (2001)
- The Martins, regia di Tony Grounds (2001)
- Superstition, regia di Kenneth Hope (2001)
- Heartlands, regia di Damien O'Donnell (2002)
- Le forze del destino (It's All About Love), regia di Thomas Vinterberg (2003)
- Revolver, regia di Guy Ritchie (2005)
- Oliver Twist, regia di Roman Polański (2005)
- Syriana, regia di Stephen Gaghan (2005)
- Tristano e Isotta (Tristan + Isolde), regia di Kevin Reynolds (2006)
- Scenes of a Sexual Nature, regia di Ed Blum (2006)
- Sunshine, regia di Danny Boyle (2007)
- Stardust, regia di Matthew Vaughn (2007)
- Un giorno di gloria per Miss Pettigrew (Miss Pettigrew Lives for a Day) (2008)
- Flashbacks of a Fool, regia di Baillie Walsh (2008)
- Babylon A.D., regia di Mathieu Kassovitz (2008)
- RocknRolla, regia di Guy Ritchie (2008)
- Good - L'indifferenza del bene (Good), regia di Vicente Amorim (2008)
- Nessuna verità (Body of Lies), regia di Ridley Scott (2008)
- Sherlock Holmes, regia di Guy Ritchie (2009)
- Endgame, regia di Pete Travis (2009)
- The Young Victoria, regia di Jean-Marc Vallée (2009)
- Kick-Ass, regia di Matthew Vaughn (2010)
- Robin Hood, regia di Ridley Scott (2010)
- The Way Back, regia di Peter Weir (2010)
- Un poliziotto da happy hour (The Guard), regia di John Michael McDonagh (2011)
- The Eagle, regia di Kevin Macdonald (2011)
- Lanterna Verde (Green Lantern), regia di Martin Campbell (2011)
- La talpa (Tinker, Tailor, Soldier, Spy), regia di Tomas Alfredson (2011)
- Il principe del deserto (Black Gold), regia di Jean-Jacques Annaud (2011)
- John Carter, regia di Andrew Stanton (2012)
- Zero Dark Thirty, regia di Kathryn Bigelow (2012)
- Blood, regia di Nick Murphy (2012)
- Welcome to the Punch - Nemici di sangue (Welcome to the Punch), regia di Eran Creevy (2013)
- Mindscape, regia di Jorge Dorado (2013)
- Closer to the Moon, regia di Nae Caranfil (2013)
- Kingsman: Secret Service (Kingsman: The Secret Service), regia di Matthew Vaughn (2014)
- Before I Go to Sleep, regia di Rowan Joffé (2014)
- The Imitation Game, regia di Morten Tyldum (2014)
- Vicini all'ignoto (Approaching the Unknown), regia di Mark Elijah Rosenberg (2016)
- Grimsby - Attenti a quell'altro (The Brothers Grimsby), regia di Louis Leterrier (2016)
- La battaglia di Jadotville (The Siege of Jadotville), regia di Richie Smyth (2016)
- Miss Sloane - Giochi di potere (Miss Sloane), regia di John Madden (2016)
- 6 Days, regia di Toa Fraser (2017)
- Kingsman - Il cerchio d'oro (Kingsman: The Golden Circle), regia di Matthew Vaughn (2017)
- Il ricevitore è la spia (The Catcher Was a Spy), regia di Ben Lewin (2018)
- Rapina a Stoccolma (Stockholm), regia di Robert Budreau (2018)
- Shazam!, regia di David F. Sandberg (2019)
- 1917, regia di Sam Mendes (2019)
- Crudelia (Cruella), regia di Craig Gillespie (2021)
- Tár, regia di Todd Field (2022)
- Shazam! Furia degli dei (Shazam! Fury of the Gods), regia di David F. Sandberg (2023) - cameo non accreditato
- Murder Mystery 2, regia di Jeremy Garelick (2023)
- The End We Start From, regia di Mahalia Belo (2023)
- Dead Shot - Vendetta disperata (Dead Shot), regia di Tom e Charles Guard (2023)
- Il critico - Crimini tra le righe (The Critic), regia di Anand Tucker (2023)
- Atlas, regia di Brad Peyton (2024)

#### Televisione
- After Henry – serie TV, episodio 2x05 (1989)
- Home James! – serie TV, episodio 3x05 (1989)
- Metropolitan Police (The Bill) – serie TV, episodio 6x07 (1990)
- TECX – serie TV, episodio 1x04 (1990)
- One Against the Wind, regia di Larry Elikann – film TV (1991) - non accreditato
- Ispettore Morse (Inspector Morse) – serie TV, 1 episodio (1991)
- The Buddha of Suburbia – miniserie TV (1993)
- Prime Suspect – serie TV (1993)
- Screenplay – serie TV, episodio 8x05 (1993)
- Between the Lines – serie TV, episodio 3x03 (1994)
- Kavanagh QC – serie TV, episodio 1x04 (1995)
- Sharpe's Mission, regia di Tom Clegg – film TV (1996)
- Our Friends in the North – serie TV, 9 episodi (1996)
- Emma, regia di Diarmuid Lawrence – film TV (1996)
- Band of Gold – serie TV, episodi 3x01, 3x03 e 3x04 (1997)
- Spoonface Steinberg, regia di Betsan Morris Evans – film TV (1998)
- Births, Marriages and Deaths – miniserie TV (1999)
- In the Name of Love, regia di Ferdinand Fairfax – film TV (1999)
- Bomber, regia di David Drury – film TV (2000)
- Anna Karenina, regia di David Blair – miniserie TV (2000)
- Trust, regia di David Drury – film TV (2000)
- The Jury – miniserie TV (2002)
- Fields of Gold, regia di Bill Anderson – film TV (2002)
- Falling Apart, regia di Brian Hill – film TV (2002)
- Henry VIII, regia di Pete Travis – film TV (2003)
- Prime Suspect 6: The Last Witness – miniserie TV (2003)
- The Long Firm – miniserie TV (2004)
- Walk Away and I Stumble, regia di Nick Hurran – film TV (2005)
- Low Winter Sun, regia di Adrian Shergold – film TV (2006)
- Low Winter Sun – serie TV, 10 episodi (2013)
- Storie in scena (Playhouse Presents) – serie TV, episodio 3x02 (2014)
- Deep State – serie TV, 8 episodi (2018)
- Temple – serie TV, 15 episodi (2019-2021)
- The Penguin, regia di Craig Zobel, Helen Shaver, Kevin Bray e Jennifer Getzinger – miniserie TV (2024)
- Dune: Prophecy – serie TV, 5 episodi (2024)
- Nine Perfect Strangers – serie TV, 8 episodi (2025)

### Doppiatore
- Arrietty - Il mondo segreto sotto il pavimento (Kari-gurashi no Arietti) - film animazione (2010)
- Kick-Ass: The Game - Videogioco (2010)
- Warhammer 40.000: Space Marine - Videogioco (2011)
- Total War: Rome II – Videogioco (2013)
- Justin e i cavalieri valorosi (Justin and the Knights of Valour) - film animazione (2013)

## Teatro
- Riccardo III di William Shakespeare, regia di Richard Eyre. National Theatre di Londra (1990)
- Re Lear di William Shakespeare, regia di Deborah Warner. National Theatre di Londra (1990)
- The David Hare Trilogy di David Hare, regia di Richard Eyre. National Theatre di Londra (1994)
- Johnny On a Spot di Charles Macarthur, regia di Richard Eyre . National Theatre di Londra (1994)
- Morte di un commesso viaggiatore di Arthur Miller, regia di David Thacker. National Theatre di Londra, Theatre Royal di Bath (1996)
- Closer testo e regia di Patrick Marber. National Theatre di Londra (1997)
- Arriva l'uomo del ghiaccio di Eugene O'Neill, di Howard Davies. Almeida Theatre di Londra (1998)
- Speed-the-Plow di David Mamet, regia di Rupert Goold. Ambassadors Theatre di London (2000)
- Zio Vanja di Anton Čechov, di Sam Mendes. Donmar Warehouse di Londra (2002)
- La dodicesima notte di William Shakespeare, regia di Sam Mendes. Donmar Warehouse di Londra (2002)
- Uno sguardo dal ponte di Arthur Miller, regia di Ivo van Hove. Young Vic di Londra (2014), Wyndham's Theatre di Londra (2015), Lyric Theatre di Broadway (2016)
- The Red Barn di David Hare, regia di Robert Icke. National Theatre di Londra (2016)
- Edipo, adattamento e regia di Robert Icke. Wyndham's Theatre di Londra (2024)

## Riconoscimenti
- British Academy Television Awards
  - 2005 - Candidatura per il miglior attore per The Long Firm
- Premio Laurence Olivier
  - 2015 - Miglior attore per Uno sguardo dal ponte
  - 2025 - Candidatura per il miglior attore per Edipo
- Screen Actors Guild Award
  - 2015 - Candidatura per il miglior cast cinematografico per The Imitation Game
- Tony Award
  - 2016 - Candidatura per il miglior attore protagonista in un'opera teatrale per Uno sguardo dal ponte

## Doppiatori italiani
Nelle versioni in italiano delle opere in cui ha recitato, Mark Strong è stato doppiato da:
- Francesco Prando in Zero Dark Thirty, Kingsman: Secret Service, The Imitation Game, 6 Days, Kingsman - Il cerchio d'oro, Deep State, 1917, Crudelia, The Penguin, Dune: Prophecy
- Massimo De Ambrosis in RocknRolla, Sherlock Holmes, Lanterna Verde, Miss Sloane - Giochi di potere, Rapina a Stoccolma, Shazam!, Shazam! Furia degli dei
- Angelo Maggi in Kick-Ass, Il principe del deserto, John Carter, Low Winter Sun, Il ricevitore è la spia
- Massimo Rossi in Nessuna verità, Temple, Murder Mystery 2, Nine Perfect Strangers
- Antonio Sanna in Un poliziotto da happy hour, La talpa, Blood
- Luca Dal Fabbro in Captives - Prigionieri, Le forze del destino
- Alberto Bognanni in Fight for Freedom, Before I Go to Sleep
- Massimo Lodolo in Oliver Twist, Atlas
- Davide Marzi in Sunshine, La battaglia di Jadotville
- Roberto Draghetti in The Way Back, Grimsby - Attenti a quell'altro
- Simone D'Andrea in Tár, Dead Shot - Vendetta disperata
- Saverio Indrio in The Martins, Babylon A.D.
- Massimo Rinaldi in Febbre a 90°
- Maurizio Reti in Un caimano nel soggiorno
- Mino Caprio in Revolver
- Fabio Boccanera in Syriana
- Fabrizio Pucci in Tristano & Isotta
- Roberto Pedicini in Stardust
- Gaetano Varcasia in Miss Pettigrew
- Marco Mori in Flashbacks of a Fool
- Antonio Palumbo in Good - L'indifferenza del bene
- Franco Mannella in The Young Victoria
- Stefano Benassi in Robin Hood
- Paolo Triestino in The Eagle
- Luca Ward in Welcome to the Punch - Nemici di sangue
- Claudio Moneta in Mindscape
- Andrea Ward in Vicini all'ignoto
- Marcello Cortese ne Il critico - Crimini tra le righe

Da doppiatore è sostituito da
- Paolo Triestino in Justin e i cavalieri valorosi
- Massimo De Ambrosis in Dark Crystal: La resistenza